# María Eugenia Brizuela de Ávila
María Eugenia Brizuela de Ávila, née le 31 octobre 1956 à San Salvador (Salvador), est une femme politique salvadorienne. Elle est ministre des Affaires étrangères entre 1999 et 2004. 